# Vähä Lohijärvi
Vähä Lohijärvi är en del av  sjön Iso Lohijärvi som förenas med denna genom ett sund, i Finland.   Den ligger i landskapet Lappland, i den norra delen av landet, 700 km norr om huvudstaden Helsingfors. 
Trakten ingår i den boreala klimatzonen. Årsmedeltemperaturen i trakten är −2 °C. Den varmaste månaden är juli, då medeltemperaturen är 16 °C, och den kallaste är februari, med −18 °C.